# Elisabeth av Vermandois
Elisabeth av Vermandois, född 1143, död 1183, var regerande grevinna av Vermandois mellan 1168 och 1183.
Hon ertappades av sin make med äktenskapsbrott år 1175, vilket ledde till att hennes make mördade hennes älskare och utverkade den franske kungens tillstånd att ta full kontroll över hennes territorier. 